# Glândulas prepuciais

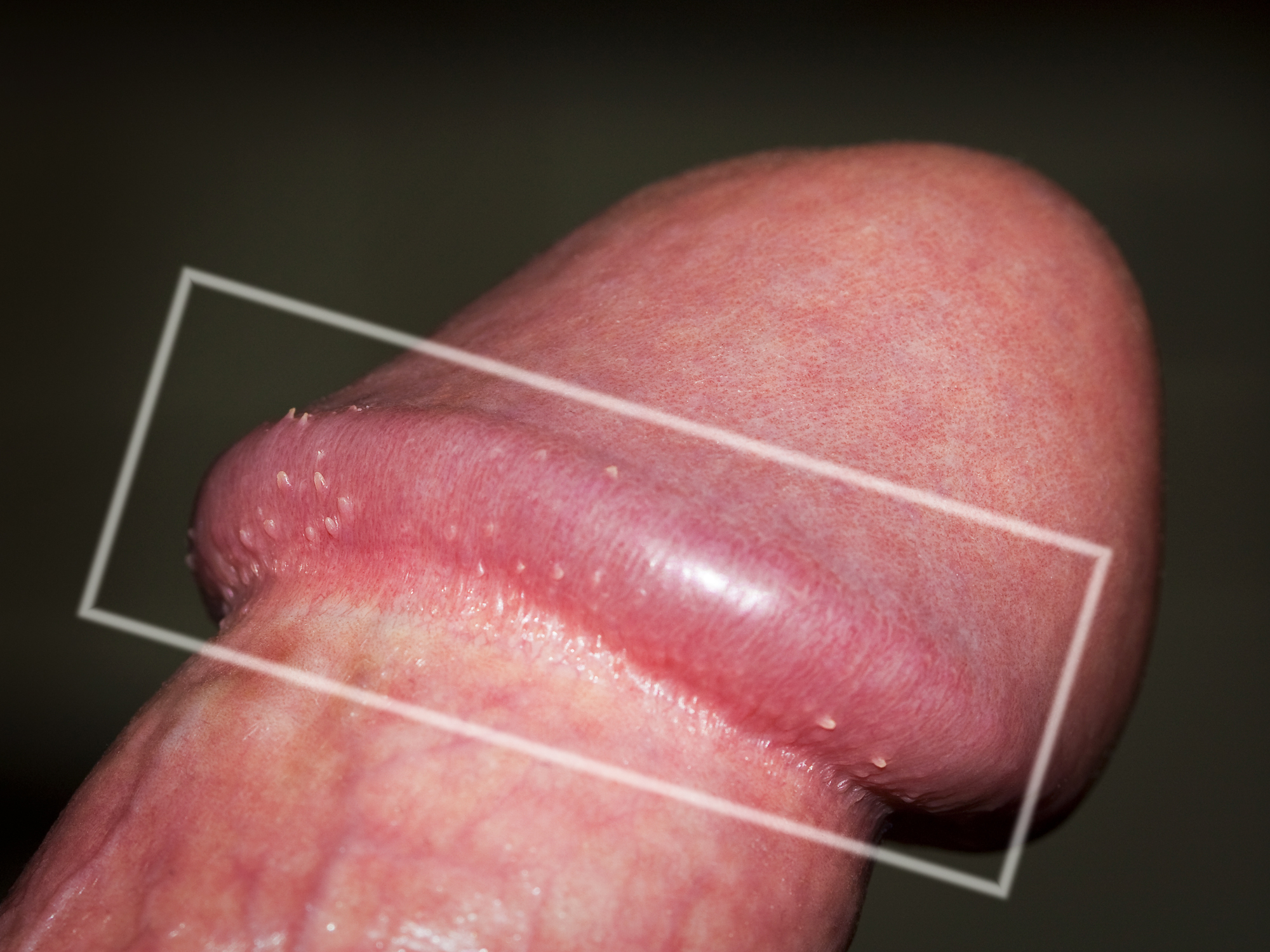
Coroa de glande do pênis em um pênis humano, com Hirsuties genitalis papillaris.

As glândulas prepuciais (antigamente chamadas Glândulas de Tyson) são glândulas exócrinas que estão localizadas na frente dos órgãos genitais de alguns mamíferos (incluindo ratos) e produzem os feromônios. As fêmeas também têm glândulas prepuciais, que às vezes são chamadas de glândulas do clitóris.
As glândulas prepuciais de cervos-almiscarados machos produzem uma substância chamada almíscar, com cheiro forte e característico, sendo de importância econômica por se usar na fabricação de perfumes.

## Homólogos humanos
Há um debate sobre se os seres humanos têm homólogos funcionais para as glândulas prepuciais. Foram observadas pela primeira vez por Edward Tyson em 1694 e totalmente descritas por William Cowper que os nomeou glândulas de Tyson em sua homenagem. São descritas como glândulas sebáceas modificadas localizadas em volta da superfície interna da coroa e do prepúcio do pênis humano. Acredita-se serem mais frequentes no sulco balanoprepucial. A secreção pode ser um dos componentes do esmegma.
Alguns, incluindo Satya Prakash, disputam sua existência. Enquanto os seres humanos não podem ter verdadeiros equivalentes anatômicos, o termo pode às vezes ser usado para pequenas espinhas amarelas esbranquiçadas, ocasionalmente, encontrados na corona da glande do pênis. O nome apropriado para estas estruturas é pápulas peroladas peniana (ou papilomas hirsutoid). Segundo opositores, eles não são apenas meras glândulas espessadas na pele, e não estão envolvidas na formação de esmegma.
Elas pode aparecer em qualquer parte da glande e não apenas ao seu redor, elas não causam dor, coceira ou qualquer sintoma. Sua eliminação pode ser feita por fins estéticos através da cauterização.